# Jozef Van Staeyen
Jozef Van Staeyen, né le 18 novembre 1919 à Saint-Léonard (Anvers) et mort le 18 juin 1991 à Edegem (Anvers), est un coureur cycliste belge, professionnel entre 1940 et 1957. Son fils Ludo a également été coureur professionnel. 

## Palmarès
- 1947
  - 3e du Bruxelles-Zepperen
- 1948
  - 2e du Prix national de clôture
- 1950
  - 2e du Grote Prijs Dr. Eugeen Roggeman
- 1951
  - 2e des Trois Jours de Flandre-Occidentale
  - 2e du Tour des Pays-Bas
  - 2e du Grote Prijs Dr. Eugeen Roggeman
- 1954
  - 3e du Grand Prix du 1er mai

## Résultats sur les grands tours

### Tour d'Italie
- 1949 : abandon